# Epicho
Epicho (gr. Επηχώ, tur. Cihangir) – wieś na Cyprze, w dystrykcie Nikozja.